# Se acabó
Se Acabó è il secondo singolo estratto dall'album 99% del gruppo ska punk spagnolo Ska-P. Il video ufficiale stato pubblicato nel sito della stessa band il 15 marzo del 2013.
Il tema trattato nella canzone è quello della paura di reagire alla situazione generale vigente, Joxemi chitarrista del gruppo ne parla così in un'intervista: